# Théophile Moreux

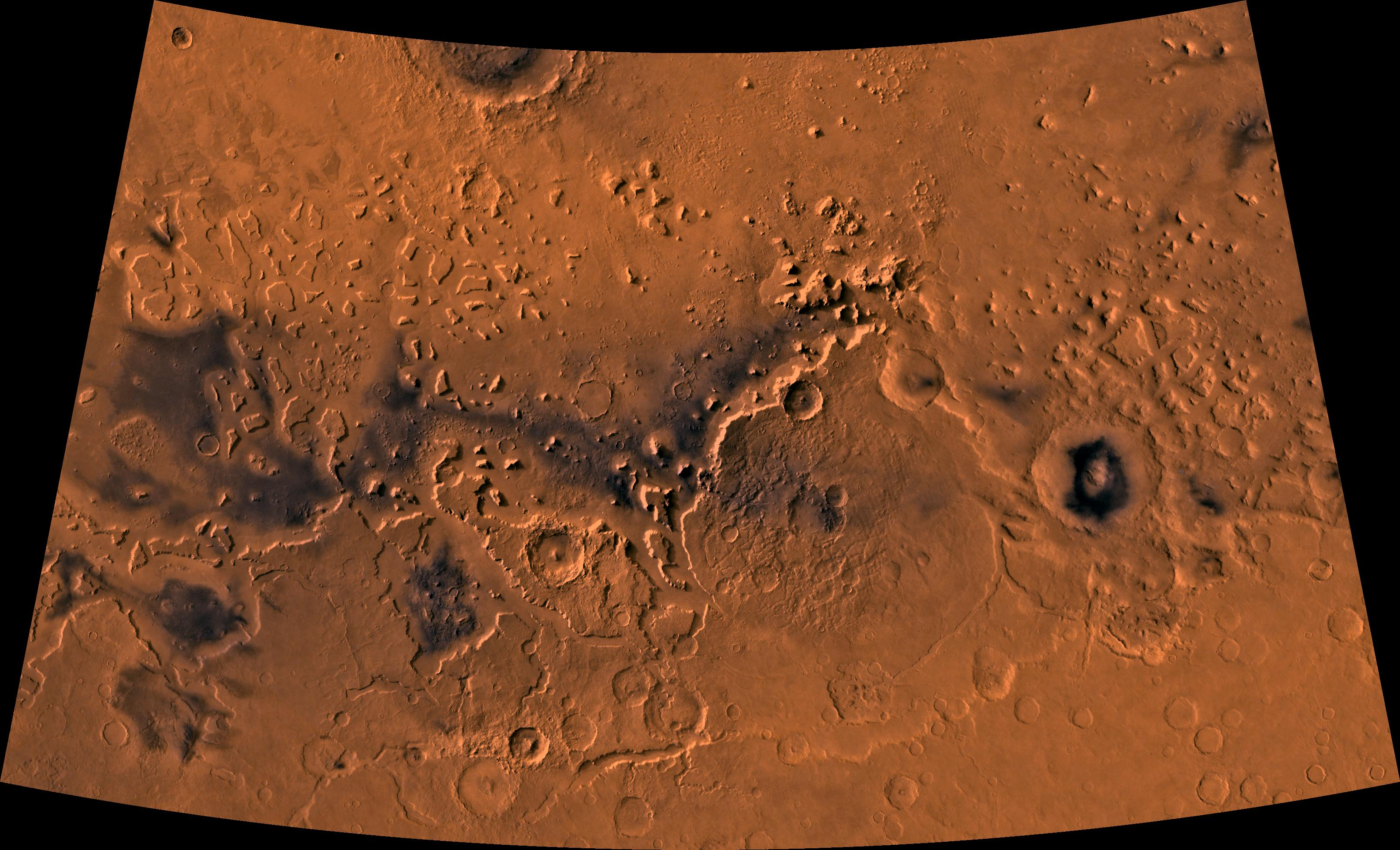
Moreux-Marskrater (rechte Bildhälfte)

Louis-Théophile Moreux (* 20. November 1867 in Argent-sur-Sauldre; † 13. Juli 1954 in Bourges) war ein französischer Lehrer und Astronom.
Während des Zweiten Weltkriegs, schon 76 Jahre alt, wurde er in Paris verhaftet für ausgesprochene Kritik gegen Hitlerismus und die deutsche Besetzung. Gefangen in Fresnes, dann in Bordiot-Gefängnis in Bourges, lernte er den deutschen Franziskaner Alois Stanke (1904–1975) kennen. Ein deutscher Offizier, Amateur-Astronom, der eines seiner Bücher gelesen hatte, ließ ihn aber in extremis befreien nach wohl sechs Wochen Haft.
Abt Moreux war Ritter der Ehrenlegion. Der Asteroid (14914) Moreux und ein Krater auf dem Mars sind nach ihm benannt.